# Takachihoa
Takachihoa är ett släkte av spindlar. Takachihoa ingår i familjen krabbspindlar.
Kladogram enligt Catalogue of Life:
| Takachihoa | \| \| Takachihoa onoi \| \| \| \| \| \| Takachihoa truciformis \| \| \| \| |
|            | \| \| Takachihoa onoi \| \| \| \| \| \| Takachihoa truciformis \| \| \| \| |
|            | Takachihoa onoi                                                            |
|            |                                                                            |
|            | Takachihoa truciformis                                                     |
|            |                                                                            |